# Silvita
La silvita es una roca sedimentaria salina formada como evaporita, puede considerarse sinónimo de su componente fundamental, el mineral silvina. Muchas veces se presenta en camas de extensión irregular, es más rara que la halita que se forma cuando se evapora el agua salada; se localiza en depósitos salinos y fumarolas volcánicas. 
- Nombre de la roca: silvita (cloruro de potasio, fundamentalmente)

- Su fórmula es KCl.

- Tipo básico: evaporita sedimentaria. Halogenuros: simples, anhídridos e hidratados.

- Grupo: haloides, haluros; halita

- Sistema cristalino / estructura: cristaliza en el sistema cúbico regular. Isométrico, hectaedral; cúbico perfecto

- Composición química: KCl, cloruro de potasio 52,45 % K; 47,55% Cl

## Formación u origen
Se forma como evaporita: es una roca salina, muchas veces se presenta en camas de extensión irregular, es más rara que la halita ese forma cuando se evapora el agua salada; se localiza en depósitos salinos y fumarolas volcánicas. Dureza: 2 – 2,5. Textura: macizo, granular: Densidad: 1,993 g/cm³ 
Color: incoloro cuando no tiene impurezas; luego, puede tornarse morado, blanquecino, gris, rosa, azulado, amarillo, rojo, de acuerdo a las partículas que lo complementen. Brillo: vítreo 

## Propiedades
Baja densidad, raya blanca, exfoliación cúbica perfecta, isótopo de fractura irregular, paragénesis: halita, carnalita, yeso , calcita, anhidrita, poliahalita. 

## Usos
Sus componentes son minerales muy importantes y necesarios para el funcionamiento general del cuerpo humano. La silvita es usada en fuegos artificiales, perfumes, fotografía y producción de fertilizantes. Y en Suria se utiliza principalmente en la fabricación de adobes. 

## Leyenda y/o historia
Existen los minerales: Silvina, , derivados del nombre de la reina Silvia "Bosque".

## Observaciones particulares
Puede estar asociado a otros cloratos; doce zonas de silvita, entre 50 y 300 km², se han confirmado. Los trabajadores han cavado ocho túneles de 10 a 100 m de profundidad. Un geólogo chino estimó que la cuenca tiene probablemente reservas de 10 000 millones de t de silvita (China).
La Silvita es una roca explotada en las minas de potasa de Suria y Vilafruns. El término potasa, se refiere a cualquier roca sedimentaria que contiene minerales ricos en potasio, como la silvita.